# Список удалений игроков на чемпионатах мира по регби

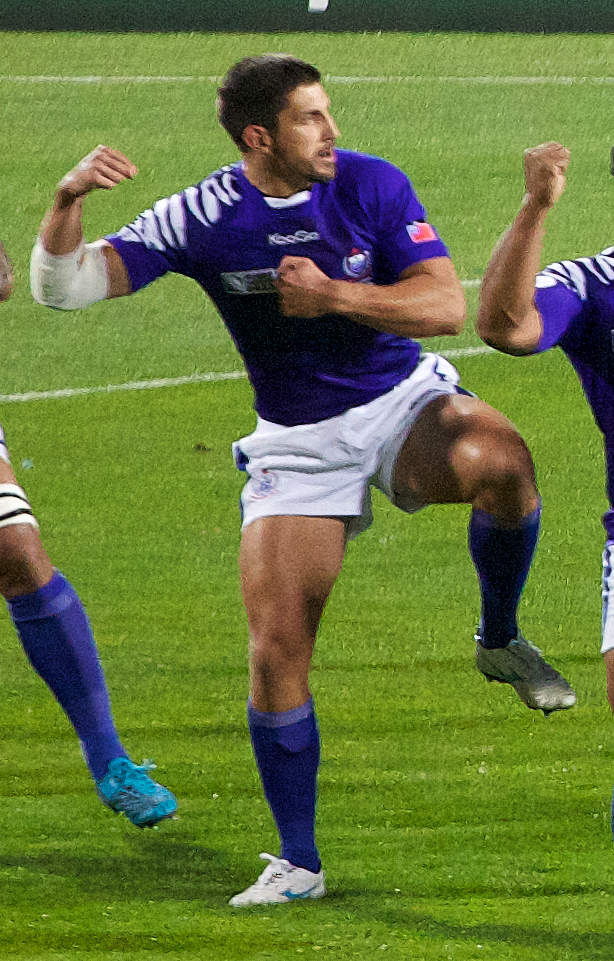
Пол Уильямс исполняет танец сива тау на чемпионате мира 2011 года

На чемпионатах мира по регби за всю историю их проведения судьями было показано 25 красных карточек игрокам 14 национальных сборных, в том числе одна красная карточка как вторая жёлтая. Наиболее часто с поля удалялись фланкеры и локи: игроки подобного амплуа получили по шесть красных карточек. Дважды с поля удалялись капитаны сборных. Антирекордом по числу удалений за сборную обладает сборная Канады с четырьмя удалениями с поля. Чемпионат мира по регби 2003 стал первым и единственным, на котором не было показано ни одной красной карточки, а чемпионат мира по регби 2019 стал самым грубым по числу удалений (8 красных карточек).

## Хронология
На первом в истории чемпионате мира по регби, состоявшемся в 1987 году, был зафиксирован первый случай удаления игрока с поля: замок сборной Уэльса Хью Ричардс был удалён с поля за удар новозеландца Гари Уэттона и получил недельную дисквалификацию, пропустив тем самым матч за третье место против Австралии. В том самом матче фланкер «уоллабиз» Дэвид Коуди был удалён уже на 5-й минуте, что остаётся по настоящее время самым быстрым удалением на чемпионатах мира: Коуди получил уже на второй минуте предупреждение, а во время рака ударил валлийца, за что был удалён с поля. В том матче австралийцы уступили с разницей в одно очко Уэльсу. На чемпионате мира 1991 года в одном матче были удалены замки двух команд: аргентинец Педро Спорледер, сыгравший в дальнейшем ещё на трёх чемпионатах мира, устроил драку с самоанцем Мэттом Кинаном, за что обоих выдворили с поля.
На чемпионате мира 1995 года было зафиксировано четыре удаления, причём трое из них участвовали в одном и том же инциденте. В Порт-Элизабет из-за серьёзных проблем с освещением на стадионе Бута Эразмуса матч сборных ЮАР и Канады был отложен на 45 минут, что только усилило напряжение в решающем матче группового этапа в группе A. За 10 минут до конца матча «спрингбокс» вели 20:0, когда южноафриканец Питер Хендрикс сбил канадца Уинстона Стэнли. Завязалась драка, куда полезли многие игроки, среди которых были канадский замыкающий Скотт Стюарт и южноафриканский отыгрывающий Джеймс Далтон. Судья Дэвид Макхью немедленно удалил с поля Далтона, а также канадцев Рода Сноу и Гарета Риса (капитана сборной). После матча Хендрикс и Стюарт также получили дисквалификацию на один матч. За неделю до этого фланкер Тонга Фелети Махони был удалён с поля за то, что ударил во время рака по голове француза Филиппа Бенеттона: удаление пагубно сказалось на игре тонганцев против французов. Позже телетрансляция показала, что Махони не совершал фол, а удар по голове нанёс Фаламани Мафи, но по регламенту использование видеоповторов ещё не предполагалось, а отменить решение об удалении судья не имел права.
На чемпионате мира 1999 года также были зафиксированы 4 удаления, но уже в 4 встречах и у 4 команд. Фиджиец Марика Вунибака в игре против Канады стал первым игроком, который был удалён с поля после того, как набрал очки: на 60-й минуте он занёс попытку, а на 80-й минуте ударил головой одного из канадцев, за что был удалён. В другом матче фланкер «кануков» Дэн Боу ударил игрока Намибии и получил четырёхнедельную дисквалификацию, и столько же получил тонганец Нгалу Тауфо’оу, пробежавший 10 метров и ударивший фланкера англичан Ричарда Хилла. В тот же день ещё одну красную карточку получил южноафриканец Брендан Вентер, наступивший на голову уругвайцу Мартина Паниццу.
Чемпионат мира 2003 года стал первым и единственным на текущий момент турниром, на котором за все 48 матчей не было показано ни одной красной карточки. В 2007 году на чемпионате мира во Франции два игрока были удалены из двух команд в один и тот же день: в последнюю десятиминутку игры Тонга и Самоа был удалён тонганец Хэйл Ти-Поул за удар локтем в лицо самоанца Лео Лафаиали’и, причём Ти-Поулу ещё до этого несколько раз делал устные предупреждения судья. В другом матче намибиец Жак Невенхейс нарушил правила захвата и схватил за голову француза Себастьена Шабаля, однако дисквалификация намибийца ограничилась всего одним матчем, поскольку в действиях Невенхейса судьи не нашли злого умысла.
На чемпионате мира 2011 года были зафиксированы два удаления. Первое получил самоанец Пол Уильямс за удар южноафриканского игрока открытой ладонью, однако послематчевую дисквалификацию отменили в связи с тем, что действия Уильямса не были опасными и не повлияли на ход матча, а отягчающих обстоятельств не было обнаружено. Второе заработал капитан сборной Уэльса Сэм Уорбёртон в полуфинале против Франции, поскольку его захват привёл к опасному падению французского игрока. Решение судьи удалить Уорбёртона подвергли критике несколько спортивных комментаторов, поскольку они отрицали факт того, что Уорбёртон умышленно валил француза. Протест против дисквалификации выразили англичанин Остин Хили и ещё несколько игроков, однако им не удалось добиться отмены дисквалификации: Уорбёртон был на три недели отстранён от матчей и стал только вторым игроком, которого удаляли в полуфинале (после его соотечественника Хью Ричардса, также удалённого в полуфинале).
На чемпионате мира 2015 года единственную красную карточку получил уругваец Агустин Ормаэчеа, который в игре против Фиджи отметился занесённой попыткой на 58-й минуте, но спустя 6 минут был удалён с поля за две жёлтые карточки: он был наказан за опасный захват и за атаку игрока, не владеющего мячом. В связи с фактом удаления Ормаэчеа лишился присуждённого после матча приза лучшему игроку встречи, однако апелляционный комитет отменил его послематчевую дисквалификацию и позволил Ормаэчеа сыграть следующую встречу группового этапа против англичан.
Чемпионат мира 2019 года поставил рекорд, став самым грубым по числу показанных красных карточек, коих оказалось восемь — семь на групповом этапе и одна на этапе плей-офф. За весь турнир красными карточками отметились американец Джон Куилл, уругваец Факундо Гаттас, самоанец Эд Фидоу, итальянец Андреа Ловотти, аргентинец Томас Лаванини, канадец Джош Ларсен, ирландец Банди Аки и француз Себастьен Вахамахина. Ларсен, заработавший своё удаление в игре против сборной ЮАР за опасный захват за плечо Томаса дю Туа, после матча пришёл в раздевалку «спрингбокс» и лично принёс извинения за поступок, которые были приняты. Удаление Вахамахины обернулось серьёзным скандалом, поскольку отчасти по причине удаления сборная Франции проиграла четвертьфинальный матч против Уэльса и выбыла из борьбы за Кубок мира, а удаливший французского игрока южноафриканец Джеко Пайпер после матча позировал с ликовавшими валлийскими фанатами. После публикации фотографии с валлийскими фанатами в сети арбитр принёс извинения за необдуманный поступок, однако World Rugby снял его с работы на оставшихся матчах Кубка мира.

## Все красные карточки
| Номер | Игрок                | Позиция   | Команда   | Противник      | Счёт   | Минута     | Дата матча       | Ссылки               |
| ----- | -------------------- | --------- | --------- | -------------- | ------ | ---------- | ---------------- | -------------------- |
| 1     | Хью Ричардс          | Лок       | Уэльс     | Новая Зеландия | 6–49   | 77         | 14 июня 1987     | [ 1 ] [ 26 ]         |
| 2     | Дэвид Коуди          | Фланкер   | Австралия | Уэльс          | 21–22  | 5          | 18 июня 1987     | [ 2 ] [ 3 ] [ 27 ]   |
| 3     | Педро Спорледер      | Лок       | Аргентина | Самоа          | 12–35  | Нет данных | 13 октября 1991  | [ 4 ] [ 28 ]         |
| 4     | Мэтт Кинан           | Лок       | Самоа     | Аргентина      | 35–12  | Нет данных | 13 октября 1991  | [ 4 ] [ 28 ]         |
| 5     | Фелети Махони        | Фланкер   | Тонга     | Франция        | 10–38  | 68         | 26 мая 1995      | [ 7 ] [ 29 ]         |
| 6     | Гарет Рис            | Флай-хав  | Канада    | ЮАР            | 0–20   | 70         | 3 июня 1995      | [ 5 ] [ 30 ]         |
| 7     | Род Сноу             | Проп      | Канада    | ЮАР            | 0–20   | 70         | 3 июня 1995      | [ 5 ] [ 30 ]         |
| 8     | Джеймс Далтон        | Хукер     | ЮАР       | Канада         | 20–0   | 70         | 3 июня 1995      | [ 5 ] [ 30 ]         |
| 9     | Марика Вунибака      | Винг      | Фиджи     | Канада         | 38–22  | 80+        | 9 октября 1999   | [ 9 ] [ 10 ] [ 31 ]  |
| 10    | Дэн Боу              | Фланкер   | Канада    | Намибия        | 72–11  | 48         | 14 октября 1999  | [ 10 ] [ 32 ]        |
| 11    | Нгалу Тауфо’оу       | Проп      | Тонга     | Англия         | 10–101 | 35         | 15 октября 1999  | [ 10 ] [ 33 ]        |
| 12    | Брендан Вентер       | Центр     | ЮАР       | Уругвай        | 39–3   | 40         | 15 октября 1999  | [ 10 ] [ 34 ]        |
| 13    | Хэйл Ти-Поул         | Фланкер   | Тонга     | Самоа          | 19–15  | 71         | 16 сентября 2007 | [ 13 ] [ 35 ]        |
| 14    | Жак Невенхейс        | Восьмой   | Намибия   | Франция        | 10–87  | 19         | 16 сентября 2007 | [ 14 ] [ 15 ] [ 36 ] |
| 15    | Пол Уильямс          | Фулбэк    | Самоа     | ЮАР            | 5–13   | 70         | 30 сентября 2011 | [ 16 ] [ 37 ]        |
| 16    | Сэм Уорбёртон        | Фланкер   | Уэльс     | Франция        | 8–9    | 17         | 15 октября 2011  | [ 17 ] [ 18 ]        |
| 17    | Агустин Ормаэчеа     | Скрам-хав | Уругвай   | Фиджи          | 15–47  | 66         | 6 октября 2015   | [ 19 ] [ 20 ]        |
| 18    | Джон Куилл           | Фланкер   | США       | Англия         | 7–45   | 70'        | 26 сентября 2019 | [ 38 ]               |
| 19    | Факундо Гаттас       | Проп      | Уругвай   | Грузия         | 7–33   | 78         | 29 сентября 2019 | [ 39 ]               |
| 20    | Эд Фидоу             | Винг      | Самоа     | Шотландия      | 0–34   | 75'        | 30 сентября 2019 | [ 40 ]               |
| 21    | Андреа Ловотти       | Проп      | Италия    | ЮАР            | 3–49   | 43         | 4 октября 2019   | [ 41 ]               |
| 22    | Томас Лаванини       | Лок       | Аргентина | Англия         | 10–39  | 17         | 5 октября 2019   | [ 42 ] [ 43 ]        |
| 23    | Джош Ларсен          | Лок       | Канада    | ЮАР            | 7–66   | 36         | 8 октября 2019   | [ 44 ]               |
| 24    | Банди Аки            | Центр     | Ирландия  | Самоа          | 47–5   | 29         | 12 октября 2019  | [ 45 ] [ 46 ]        |
| 25    | Себастьен Вахамахина | Лок       | Франция   | Уэльс          | 19–20  | 50         | 20 октября 2019  | [ 47 ]               |

## Количество удалений по командам и по турнирам
Легенда
 Не участвовали
 Удаления для участников отмечены цифрами
| Команда        | 1987 | 1991 | 1995 | 1999 | 2003 | 2007 | 2011 | 2015 | 2019 | Итого |
| -------------- | ---- | ---- | ---- | ---- | ---- | ---- | ---- | ---- | ---- | ----- |
| Австралия      | 1    |      |      |      |      |      |      |      |      | 1     |
| Англия         |      |      |      |      |      |      |      |      |      | 0     |
| Аргентина      |      | 1    |      |      |      |      |      |      | 1    | 2     |
| Грузия         |      |      |      |      |      |      |      |      |      | 0     |
| Зимбабве       |      |      |      |      |      |      |      |      |      | 0     |
| Ирландия       |      |      |      |      |      |      |      |      | 1    | 1     |
| Испания        |      |      |      |      |      |      |      |      |      | 0     |
| Италия         |      |      |      |      |      |      |      |      | 1    | 1     |
| Канада         |      |      | 2    | 1    |      |      |      |      | 1    | 4     |
| Кот-д’Ивуар    |      |      |      |      |      |      |      |      |      | 0     |
| Намибия        |      |      |      |      |      | 1    |      |      |      | 1     |
| Новая Зеландия |      |      |      |      |      |      |      |      |      | 0     |
| Португалия     |      |      |      |      |      |      |      |      |      | 0     |
| Россия         |      |      |      |      |      |      |      |      |      | 0     |
| Румыния        |      |      |      |      |      |      |      |      |      | 0     |
| Самоа          |      | 1    |      |      |      |      | 1    |      | 1    | 3     |
| США            |      |      |      |      |      |      |      |      | 1    | 1     |
| Тонга          |      |      | 1    | 1    |      | 1    |      |      |      | 3     |
| Уругвай        |      |      |      |      |      |      |      | 1    | 1    | 2     |
| Уэльс          | 1    |      |      |      |      |      | 1    |      |      | 2     |
| Фиджи          |      |      |      | 1    |      |      |      |      |      | 1     |
| Франция        |      |      |      |      |      |      |      |      | 1    | 1     |
| Шотландия      |      |      |      |      |      |      |      |      |      | 0     |
| ЮАР            |      |      | 1    | 1    |      |      |      |      |      | 2     |
| Япония         |      |      |      |      |      |      |      |      |      | 0     |
| Итого          | 2    | 2    | 4    | 4    | 0    | 2    | 2    | 1    | 8    | 25    |